# Pseudonim artystyczny

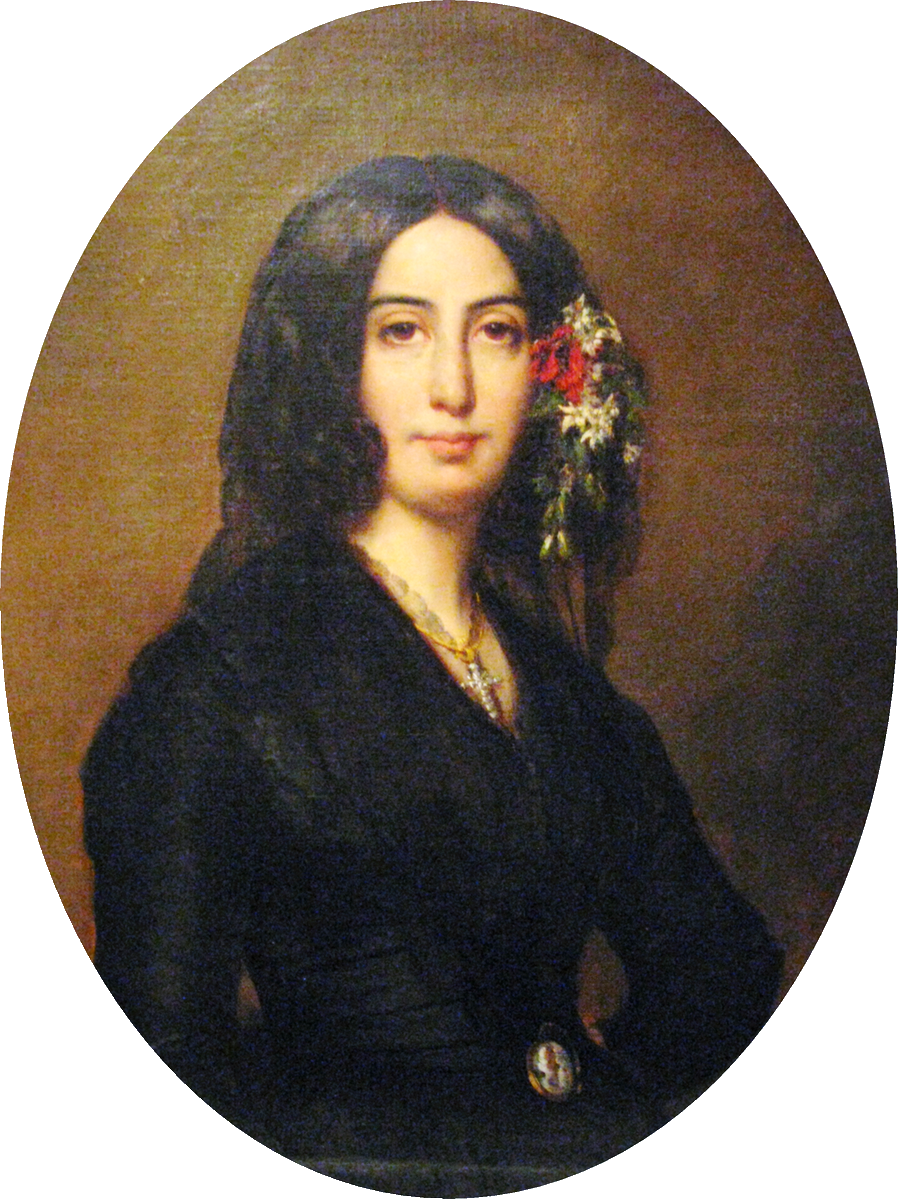
Portret George Sand (prawdziwe nazwisko „Amantine Lucile Aurore Dupin”)

Pseudonim artystyczny (alias – inaczej zwany, znany jako, vel – łac. albo, czyli; fr. nom de plume, ang. pen name – pseudonim literacki, stage name – pseudonim sceniczny) – stosowany zwykle przez osoby publiczne przy okazji publicznych występów czy też przy podpisywaniu dzieł takich jak książki, obrazy i rzeźby czy utwory muzyczne. Pseudonim artystyczny może być zarówno indywidualny (np. Bolesław Prus, pseudonim jednoznacznie identyfikujący Aleksandra Głowackiego), jak i zbiorowy, kiedy z jednego pseudonimu korzysta wiele osób.
Czasami pod pseudonimem zbiorowym publikuje grupa osób współpracujących nad jednym dziełem (np. jak w przypadku książki Q. Taniec śmierci opublikowanej pod pseudonimem Luther Blisset), czasem zaś pseudonim ma swoją „osobowość”, która wykorzystywana jest przez osoby ze sobą niepowiązane (np. dr J.P. Zajączkowski).

## W literaturze
Amerykańska pisarka Catherine Nichols ujawniła w artykule z kwietnia 2015, że w ramach eksperymentu wysłała manuskrypt swojej powieści do wydawców, posługując się męskim pseudonimem. Zainspirowały ją wyniki badania reakcji na podania o pracę, zależnie od tego czy nazwiska kandydatów brzmiały męsko czy kobieco, oraz jaką narodowość sugerowały. Na kobiecy pseudonim odpowiedziało tylko dwóch z 50 wydawców, do których wysłała manuskrypt. Siedemnastu z 50 wydawców odpowiedziało pozytywnie na ten sam tekst wysłany pod pseudonimem męskim. Męskimi pseudonimami posługiwały się m.in. siostry Brontë. Pseudonim Charlotte to Currer, Emily to Ellis, natomiast Anne Brontë używała pseudonimu Acton Bell. Pseudonimy były tak wybrane, aby inicjały zgadzały się z inicjałami autorek.
Dodatkowe znaczenie miało używanie pseudonimu Piotr Włast przez Marię Komornicką. Kwestionowała tym samym własną tożsamość płciową, nosząc męskie stroje, paląc fajkę i rezygnując z damskiej sukni. Uczyniło z niej to w przyszłości jeden z tematów dla badaczy teorii queer. Zdarza się, że pseudonim jest używany przez lata, a nawet dekady, bez ujawnienia prawdziwej tożsamości osoby, która się za nim kryje – przykładem jest Elena Ferrante. Zdarza się, że pod pseudonimem kryje się więcej niż jeden autor – jak w przypadku Maryli Szymiczkowej, stworzonej przez pisarza Jacka Dehnela wraz z jego partnerem Piotrem Tarczyńskim.

## Przyczyny stosowania pseudonimów artystycznych
Pseudonim artystyczny stosuje się z różnych względów:
- w celach marketingowych:
  - ze względu na zbyt długie lub źle brzmiące nazwisko oficjalne
  - w celu zwiększenia atrakcyjności medialnej
- w celu ukrycia swojej prawdziwej tożsamości i zachowania anonimowości – tzw. pseudonim faktyczny[5] (np. Banksy)
- w celu oddzielenia różnych rodzajów twórczości (np. J.K. Rowling – Robert Galbraith)
- niektóre autorki przyjmowały pseudonimy męskie, dla zwiększenia szans na zaakceptowanie ich propozycji przez wydawców[6]

## Przykłady znanych pseudonimów artystycznych

### Piosenkarze i muzycy
- Lana Del Rey – właściwie Elizabeth Woolridge Grant
- Lady Gaga – właściwie Stefani Joanne Angelina Germanotta
- Marilyn Monroe – właściwie Norma Jeane Mortenson
- Czesław Niemen – właściwie Czesław Wydrzycki

### Pisarze
- Bolesław Prus – właściwie Aleksander Głowacki
- George Sand – właściwie Aurore Dudevant
- Janusz Korczak – właściwie Henryk Goldszmit
- Mark Twain – właściwie Samuel Clemens

### Artyści malarze, rzeźbiarze i architekci
- Michał Anioł - właściwie Michelangelo di Lodovico Buonarroti Simoni
- Rafael – właściwie Raffaello Santi lub Raffaello Sanzio
- Marc Chagall – właściwie Mojsza Zacharowicz Szagałow
- Canaletto – właściwie Giovanni Antonio Canal lub Bernardo Bellotto
- Nikifor - właściwie Epifaniusz Drowniak
- Donatello - właściwie Donato di Niccolò di Betto Bardi
- El Greco - właściwie Domenikos Theotokopulos
- Le Corbusier – właściwie Charles-Édouard Jeanneret-Gris